# 5-я пехотная дивизия (Франция)
5-я пехотная дивизия (фр. 5e division d'infanterie) — пехотная дивизия Франции периода наполеоновских войн.

## Подчинение и номер дивизии
- 5-я пехотная дивизия Эльбского обсервационного корпуса (19 апреля 1811 года);
- 5-я пехотная дивизия 1-го армейского корпуса Великой Армии (1 апреля 1812 года);
- 5-я пехотная дивизия 2-го армейского корпуса Великой Армии (12 марта 1813 года).

## Состав дивизии
на июнь 1812 года:
- командир — дивизионный генерал Жан-Доминик Компан
- начальник штаба — полковник штаба Франсуа Симмер
- 1-я бригада (командир — бригадный генерал Жан Дюплен)
  - 25-й полк линейной пехоты
- 2-я бригада (командир — бригадный генерал Франсуа Тест)
  - 57-й полк линейной пехоты
- 3-я бригада (командир — бригадный генерал Пьер Гюйарде)
  - 61-й полк линейной пехоты
- 4-я бригада (командир — бригадный генерал Луи Лоншан)
  - 111-й полк линейной пехоты
  - 7-й пехотный полк Рейнской конфедерации
    - Всего: 13800 человек, 22 батальона, 30 орудий[1]

на октябрь 1813 года:
- командир — дивизионный генерал Франсуа-Мари Дюфур
- 1-я бригада (командир — бригадный генерал Сикст Эстко)
  - 26-й полк лёгкой пехоты
  - 93-й полк линейной пехоты
- 2-я бригада (командир — бригадный генерал Жан Реве)
  - 46-й полк линейной пехоты
  - 72-й полк линейной пехоты
    - Всего: 4235 человек, 8 батальонов, 8 орудий[2]

на февраль 1814 года:
- командир — дивизионный генерал Жак-Феликс Амелине
  - 26-й полк лёгкой пехоты
  - 18-й полк линейной пехоты
  - 46-й полк линейной пехоты
  - 93-й полк линейной пехоты

## Организация дивизии
- штаб дивизии (фр. état-major de la division)
- 25-й полк линейной пехоты (фр. 25e régiment d'infanterie de ligne)

в составе дивизии с 19 апреля 1811 года по март 1813 года
- 57-й полк линейной пехоты (фр. 57e régiment d'infanterie de ligne)

в составе дивизии с 19 апреля 1811 года по март 1813 года, и с 21 декабря 1813 года по 12 мая 1814 года
- 61-й полк линейной пехоты (фр. 61e régiment d'infanterie de ligne)

в составе дивизии с 19 апреля 1811 года по март 1813 года
- 111-й полк линейной пехоты (фр. 111e régiment d'infanterie de ligne)

в составе дивизии с 19 апреля 1811 года по март 1813 года
- 7-й пехотный полк Рейнской конфедерации

в составе дивизии в 1812 году
- 26-й полк лёгкой пехоты (фр. 26e régiment d'infanterie légère)

в составе дивизии с 18 марта 1813 года по 12 мая 1814 года
- 46-й полк линейной пехоты (фр. 46e régiment d'infanterie de ligne)

в составе дивизии с 18 марта 1813 года по 12 мая 1814 года
- 72-й полк линейной пехоты (фр. 72e régiment d'infanterie de ligne)

в составе дивизии с 18 марта 1813 года по 7 ноября 1813 года
- 93-й полк линейной пехоты (фр. 93e régiment d'infanterie de ligne)

в составе дивизии с 18 марта 1813 года по 12 мая 1814 года
- 18-й полк линейной пехоты (фр. 18e régiment d'infanterie de ligne)

в составе дивизии с 21 декабря 1813 года по 12 мая 1814 года
- артиллерия (фр. artillerie de la division)

## Командование дивизии

### Командиры дивизии
- дивизионный генерал Жан-Доминик Компан (19 апреля 1811 – 13 февраля 1813)
- дивизионный генерал Франсуа-Мари Дюфур (22 марта 1813 – 7 ноября 1813)
- расформирована (7 ноября 1813 – 21 декабря 1813)
- дивизионный генерал Жан-Луи Дюбретон (21 декабря 1813 – 5 января 1814)
- бригадный генерал Луи Форестье (5 января 1814 – 11 января 1814)
- дивизионный генерал Морис Жерар (11 января 1814 – 17 января 1814)
- дивизионный генерал Жак-Феликс Амелине (17 января 1814 – 14 февраля 1814)
- дивизионный генерал Этьен Жарри (14 февраля 1814 – 12 мая 1814)